# Euphorbia furcata
Euphorbia furcata N.E.Br. es una especie fanerógama perteneciente a la familia de las euforbiáceas. Es endémica de Kenia y Tanzania.

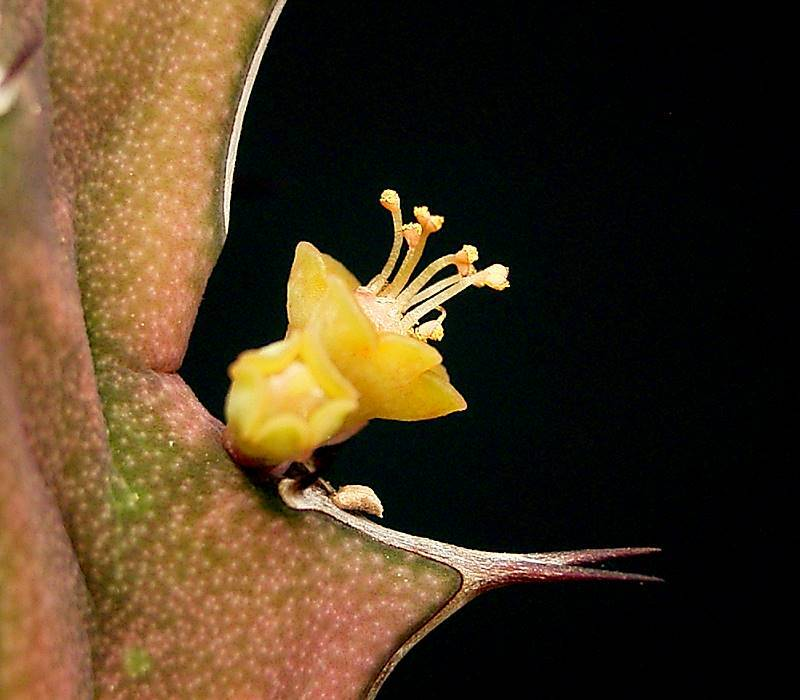
Ciato

## Descripción
Es una planta suculenta espinosa, perennifolia con tallos densamente peludos que surgen de una raíz gruesa carnosa, ramificada desde la base, con cuatro ángulos rectos, de 15 cm de largo y ± 7 mm de espesor, con ángulos comprimidos lateralmente y dientes prominentes muy afilados de 1  a 1,5 cm.

## Ecología
Se encuentra en los suelos secos y rocosos arenosos con matorrales de Acacia, a una altitud de 300-915 metros.
Presenta pocas dificultades en el cultivo.

## Taxonomía
Euphorbia furcata fue descrita por Nicholas Edward Brown y publicado en Flora of Tropical Africa 6(1): 566. 1911.
Etimología
Euphorbia: nombre genérico que deriva del médico griego del rey Juba II de Mauritania (52 a 50 a. C. - 23), Euphorbus, en su honor – o en alusión a su gran vientre –  ya que usaba médicamente Euphorbia resinifera. En 1753 Carlos Linneo asignó el nombre a todo el género.
furcata: epíteto latino que significa "con hendidura".